# Kofi Anyidoho
Kofi Anyidoho, né le 25 juillet 1947 à Wheta (en), est un poète et universitaire ghanéen,. Il est actuellement professeur de littérature à l'université du Ghana.

## Biographie
Né à Wheta (en), dans la Région de la Volta, au sud du Ghana, au sein d'une famille traditionnelle Ewe, comportant entre autres le poète Kofi Awoonor. Anyidoho effectue sa scolarité au Ghana et aux États-Unis, et obtient un B.A Honours en langue anglaise et en linguistique à l'université du Ghana à Legon, en 1977, un M.A. en folklore de l'université de l'Indiana à Bloomington en 1980, puis un Ph.D en littérature comparée à l'université du Texas à Austin en 1983,,.
Ayant reçu une formation de professeur à l'Accra Training College et à l'Advanced Teacher Training College-Winneba durant la fin des années 1960 et le début des années 1970, il enseigne dans des écoles primaires et secondaires, avant de rejoindre l'université du Ghana à Legon en 1984. Actuellement professeur de littérature au département d'anglais, il était également directeur de l'institut de lettres africaines du Conseil pour le développement de la recherche en sciences sociales en Afrique au Sénégal, président suppléant de l'École des Arts du Spectacle et du département d'anglais. Il a été retenu en tant que premier occupant à la Kwame Nkrumah Chair in African Studies à l'université du Ghana le 18 mars 2010,.
Kofi Anyidoho a également été membre des comités de rédaction de plusieurs journaux et publications universitaires, tels que le Journal of the Faculty of Arts (Legon), Research Review (Legon), The New Legon Observer, Marang (Université du Botswana), Journal of Folklore Research (Université de l'Indiana à Bloomington), GEFAME: a Web-Based Journal of African Studies (Université du Michigan), Research in African Literatures (Université d'État de l'Ohio), ou encore le SKASE Journal of Literary Studies (Association slovaque de l'étude de l'anglais).

## Œuvres

### Poésies
- Elegy for the Revolution (1978)
- A Harvest of Our Dreams (1985), Heinemann (1998),  (ISBN 0-435-90261-X)
- Earthchild (1985), Woeli Publishing,  (ISBN 9964-970-72-2)
- Ancestral Logic and Caribbean Blues (1992), Africa World Press,  (ISBN 0-86543-265-1)
- Praise Song for the Land: Poems of Hope & Love & Care (2002). Avant-propos de Kofi Awoonor
- The Place We Call Home and Other Poems (2011)

### Écrits
Parmi les écrits universitaires de Kofi Anyidoho figurent :
- The Pan African Ideal in Literatures of the Black World, Accra: Ghana Universities Press, 1989
- Transcending Boundaries: the diaspora experience in African heritage literatures, Evanston: Northwestern University, 1995
- The Word Behind Bars and the Paradox of Exile, Northwestern University Press (1997),  (ISBN 0-8101-1393-7)
- Kofi Anyidoho and James Gibbs (eds), Fontomfrom. Contemporary Ghanaian Literature, Theatre and Film, Éditions Rodopi B.V. (2000),  (ISBN 90-420-1273-0)

## Prix et récompenses
Kofi Anyidoho a reçu plusieurs récompenses pour ses poésie, dont le Prix littéraire Valco Fund en 1976, le prix Langston Hughes, le prix BBC d'Art et de Poésie africaine, un Fania Kruger Fellowship for Poetry of Social Vision, le lauréat de Poète de l'année au Ghana, ainsi qu'un Ghana Book Award.